# Merck’s Warenlexikon
Merck’s Warenlexikon ist ein Nachschlagewerk der Warenkunde für Handel, Industrie und Gewerbe, das von 1871 bis 1922 in mehreren Auflagen erschien. Es beschreibt nach eigener Auskunft die zu damaliger Zeit im Handel vorkommenden Natur- und Kunsterzeugnisse, insbesondere die chemisch-technischen Produkte, Drogen-, Färbemittel und Färbereichemikalien (früher unter anderem auch Farbewaaren oder Farbewaren genannt), Kolonialwaren, Landesprodukte, Material- und Mineralwaren.
Die erste Auflage des Buchs von Klemens Merck erschien 1871 unter dem Titel Neuestes Waaren-Lexikon für Handel und Industrie im Verlag Spamer in Leipzig. Der Untertitel Beschreibung der im Handel vorkommenden Natur- und Kunsterzeugnisse, namentlich der Kolonial-, Material-, Droguerie- und Farbwaaren, Mineralien- und Bodenprodukte, chemisch-technischer und anderer Fabrikate verdeutlicht den umfassenden Anspruch des Werks.

## Auflagen
- 1. Auflage, als Neuestes Waaren-Lexikon für Handel und Industrie. Spamer, Leipzig 1871.
- 2., durchgesehene Auflage, als Neuestes Waaren-Lexikon für Handel und Industrie. Spamer, Leipzig 1876.
- 3., gänzlich umgearbeitete Auflage, als Klemens Merck’s Warenlexikon für Handel, Industrie und Gewerbe, unter Beteiligung von Carl Birnbaum. Gloeckner, Leipzig 1884.
- 4., wesentlich vermehrte Auflage, bearbeitet von Gustav S. Heppe. Gloeckner, Leipzig 1890.
- 5., völlig neu bearbeitete Auflage, hrsg. von Adolf Beythien und Ernst Dressler. Gloeckner, Leipzig 1908.
- 6., völlig neu bearbeitete Auflage als Merck's Warenlexikon für Handel, Industrie und Gewerbe, hrsg. von Adolf Beythien und Ernst Dressler. Gloeckner, Leipzig 1919.
- 7. Auflage, hrsg. von Adolf Beythien und Ernst Dressler. Gloeckner, Leipzig 1920. (Nachdruck: Manuscriptum, Recklinghausen 1996. ISBN 3-933497-13-2).
- 8. Auflage, hrsg. von Adolf Beythien und Ernst Dressler. Gloeckner, Leipzig 1922.